# 仁寿特种区
仁寿特种区，是中华民国大陆时期福建省的一个准县级行政单位，其区划范围为现今福建省南平市顺昌县仁寿镇辖境，为二等特种区，特种区类别为山区类。

## 历史沿革
仁寿特种区位于顺昌县城西北约120里处，地处顺昌、建瓯和建阳三县交界地带，所处地域较为偏远。宋朝时期在当地设立仁寿寨，元朝沿袭之，明朝洪武初年改设为仁寿巡检司，洪武九年（1376年）在此地设置仁寿稅課局，五年后又增设河泊所于此。清朝雍正十二年（1734年），顺昌县丞移驻于此。
中华民国成立后，顺昌县在境内设置县辖区，仁寿地区属第三区。民国27年（1938年）10月，福建省政府以仁寿地区位置偏僻、不便管理而将顺昌县第三区析出设置仁寿特种区，特种区级别为二等特种区，拥有独立于县的行政级别。民国29年（1940年）3月31日，福建省政府下令裁撤仁寿特种区，降格为顺昌县第四区。